# Emil Manz

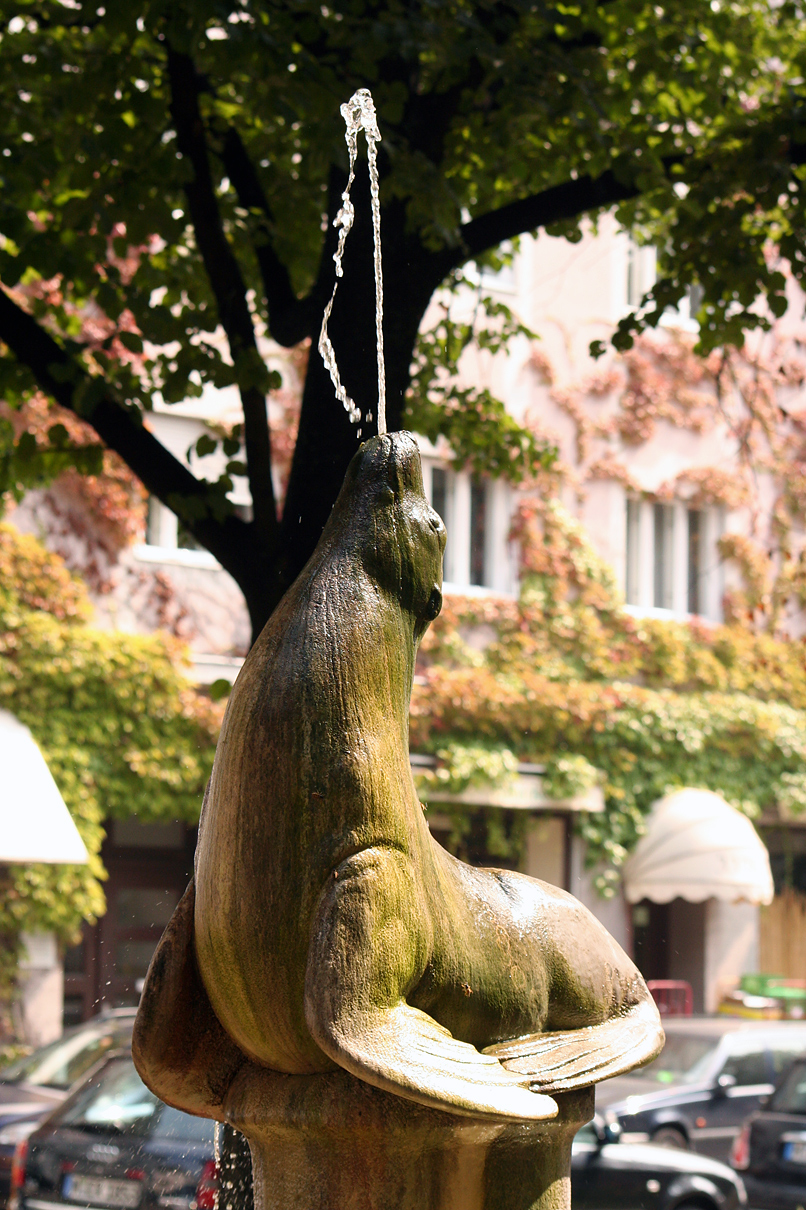
Fontana della Foca a Schwabing

Emil Manz (Ratisbona, 9 agosto 1880 – Wolfratshausen, gennaio 1945) è stato uno scultore tedesco.

## Biografia
Si dedicò prevalentemente alla rappresentazione di animali. Fu anche poeta umoristico in dialetto bavarese.
Manz studiò scultura dapprima presso Wilhelm von Rümann e Erwin Kurz all'Accademia delle belle arti di Monaco di Baviera. Dopo una soggiorno negli USA fu per sei anni allievo di Hermann Hahn.
La maggior parte delle sue opere si trovano a Monaco di Baviera, dove negli anni trenta creò una serie di fontane.

## Opere
- Fontana della cicogna, Künstlerhof, Monaco di Baviera (1929)
- Orsi giocanti, Volksschule an der Führichstraße, Monaco di Baviera (1933)
- Fontana della Foca, Monaco di Baviera (1936)